# Lluita de les Investidures

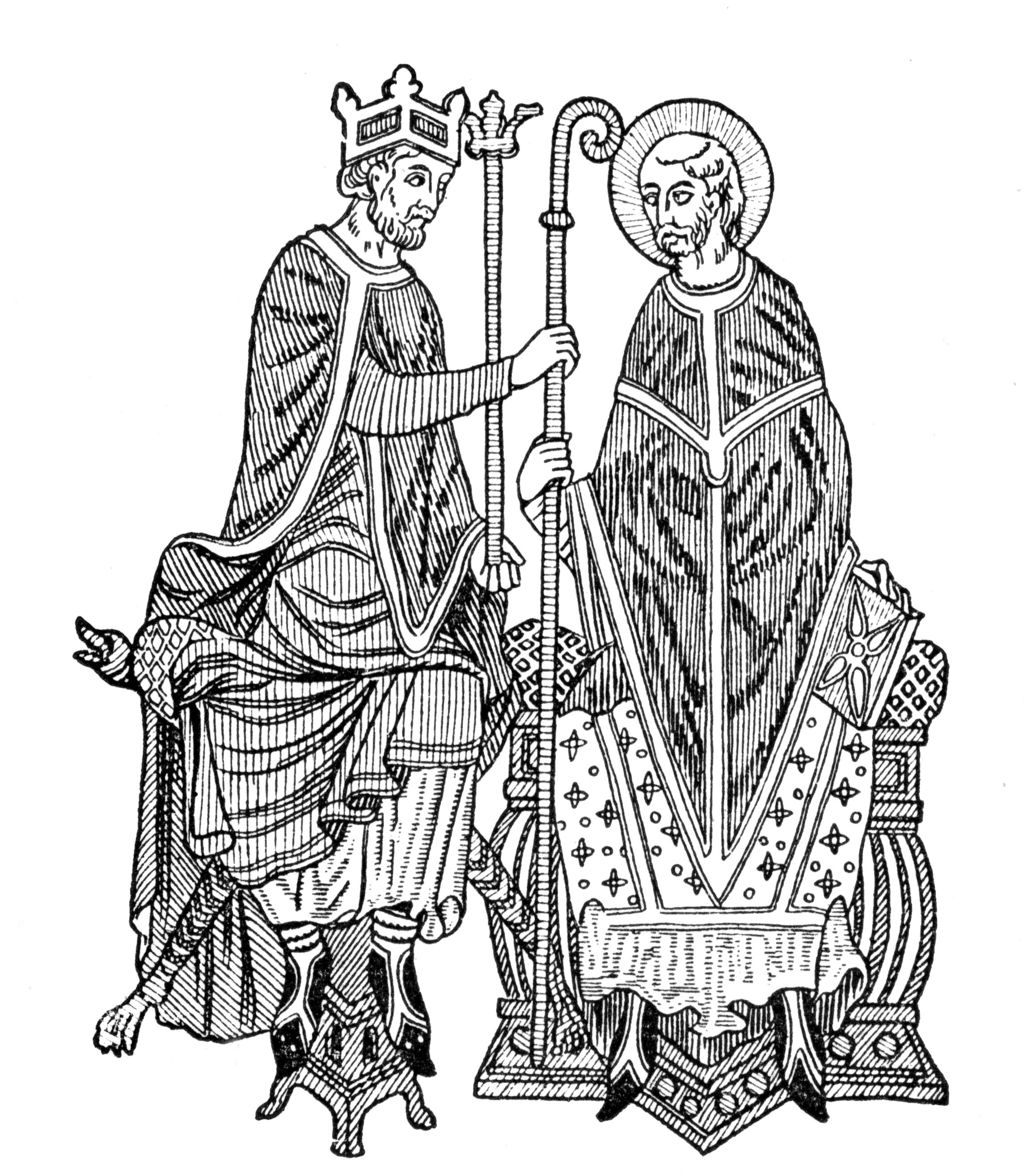
Miniatura medieval representant un rei investint un bisbe amb els seus atributs

La Lluita de les Investidures (episodi conegut també com la Controvèrsia, la Querella, o la disputa de les Investidures) va ser un prolongat conflicte entre l'Església i les monarquies europees que es disputaven l'autoritat de nomenar (investir) els càrrecs eclesiàstics. L'enfrontament principal començà el 1075 quan l'emperador Enric IV convocà el sínode de Worms per a destituir el papa Gregori VII. Va derivar en gairebé cinquanta anys de guerra civil a Alemanya i Itàlia. La controvèrsia fou resolta pel concordat de Worms el 1122.

## Rerefons
Després de la Caiguda de l'Imperi Romà d'Occident, tot i que el nomenament dels càrrecs eclesiàstics corresponia en teoria a l'Església catòlica, en la pràctica era habitual que fos realitzat per les autoritats seculars. En moltes ocasions els càrrecs eclesiàstics, especialment els de bisbes i abats, comportaven els ingressos procedents d'extenses terres. Per això, era habitual que els monarques nomenessin gent de confiança o, fins i tot, els venguessin al millor postor. A més a més, l'emperador tenia la potestat de nomenar el papa, i el papa nomenava i coronava el següent emperador, de manera que el cercle de mútua dependència es perpetuava.
La crisi va començar quan un moviment intern de l'Església, de membres de la reforma gregoriana, va decidir de posar fi a la pràctica del pecat de simonia (venda de béns de l'Església) restituint el poder d'investir a la Santa Seu. Com que eren conscients que no podrien fer res mentre el papa fos nomenat per l'emperador, van aprofitar l'oportunitat que es presentà el 1056 quan Enric IV va esdevenir rei d'Alemanya a sis anys. Confiant que un nen no tindria capacitat per a reaccionar, van fundar un col·legi de Cardenals que escolliria el papa sense la intervenció de cap líder secular. Aquest mètode d'elecció papal és vigent encara avui dia.

## La lluita
El 1075 el papa Gregori VII va publicar els Dictatus Papae, una llista de 27 principis en què declarava que l'Església catòlica havia estat fundada només per Déu, i que només el papa podia nomenar o destituir els càrrecs eclesiàstics. Això suposava un canvi important en l'equilibri de poder i Enric IV, que ja no era un nen, va respondre de manera contundent qualificant Gregori de «fals monjo» i demanant l'elecció d'un nou papa.
La situació va empitjorar quan Enric va nomenar el seu capellà personal com a arquebisbe de Milà quan un altre candidat ja havia estat nomenat per Roma. Gregori va excomunicar Enric i el va deposar com a rei d'Alemanya.
Tot i que el papa no tenia el poder necessari per a fer efectiva la deposició, l'aristocràcia alemanya va aprofitar l'excusa per a rebel·lar-se contra el rei i apropiar-se de propietats reials. Els nobles locals van construir fortificacions sense permís del rei i van passar a governar amb autonomia respecte a l'imperi.
Veient-se incapaç de controlar la situació, Enric es va veure obligat a fer-se enrere i el 1077 va viatjar a Canossa, al nord d'Itàlia, per demanar perdó al papa personalment. Vestit amb pell d'animal i descalç sobre la neu, Enric va arribar a Canossa, on Gregori va acceptar la seva penitència i el restituí en el càrrec. Aquest episodi seria conegut com el «camí de Canossa».
Però els aristòcrates alemanys no van acceptar Enric al seu retorn i van elegir com a nou rei Rodolf de Suàbia. Aquest cop, Enric va nomenar un antipapa, Climent III, i va començar a combatre els rebels. Aquest cop la sort li fou més favorable. El mateix any va envair Roma amb la intenció de deposar Gregori per força. Els 1085, els normands del sud d'Itàlia, aliats del papa, van rescatar-lo dels alemanys i van fugir de Roma. Gregori va morir poc després.
La lluita de les Investidures va continuar durant les dècades següents, en què els nous papes van intentar minar el poder imperial fomentant la revolta a Alemanya. Enric IV va ser succeït pel seu fill Enric V, que s'havia rebel·lat contra el seu pare a favor del papat, i el va forçar a declarar il·legítima la línia d'antipapes que havia nomenat. En arribar al poder, però, Enric V va nomenar un nou antipapa, Gregori VIII, i va ser excomunicat.
El conflicte es va resoldre el 23 de setembre de 1122 amb la signatura del concordat de Worms entre Enric V i el papa Calixt II. Enric V admetia la lliure elecció i consagració del papa triat canònicament. Es comprometia, igualment, a restituir a l'Església de Roma els béns que li havien estat arrabassats en temps de la discòrdia i a ajudar el papa quan fos requerit per a això. A canvi, Calixt II concedia a Enric que estigués present en les eleccions que se celebressin en els bisbats del Regne alemany per controlar la transparència del procés.